# Tofu maloliente

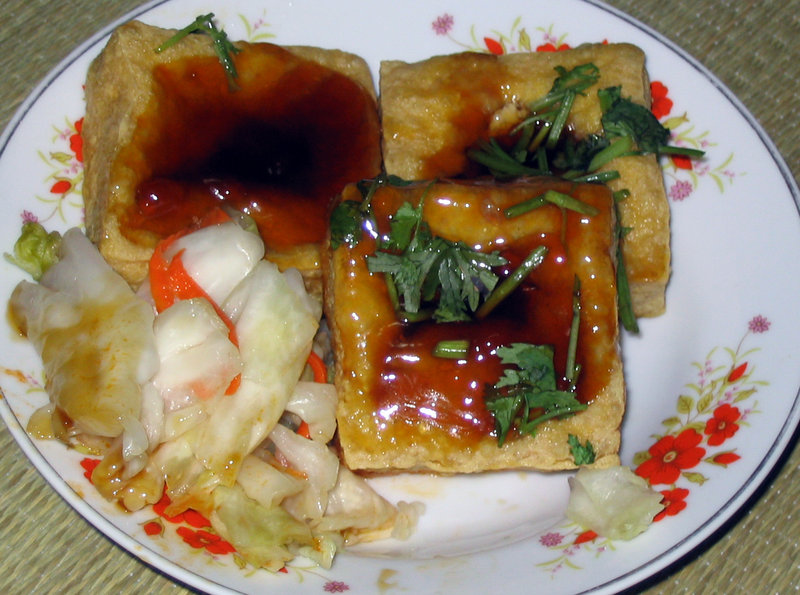
臭豆腐 chòu dòufu.

El tofu maloliente o tofu apestoso es un alimento elaborado mediante la fermentación del tofu. El nombre sugiere que este alimento posee un fuerte olor. Se considera un snack muy popular en las cocinas de los países del Este de Asia así como del sureste Asiático, particularmente en China, Taiwán, Indonesia y Tailandia, donde puede encontrarse en los mercados nocturnos al lado de las carreteras, o como acompañamiento de algunos platos de bares.

## Preparación

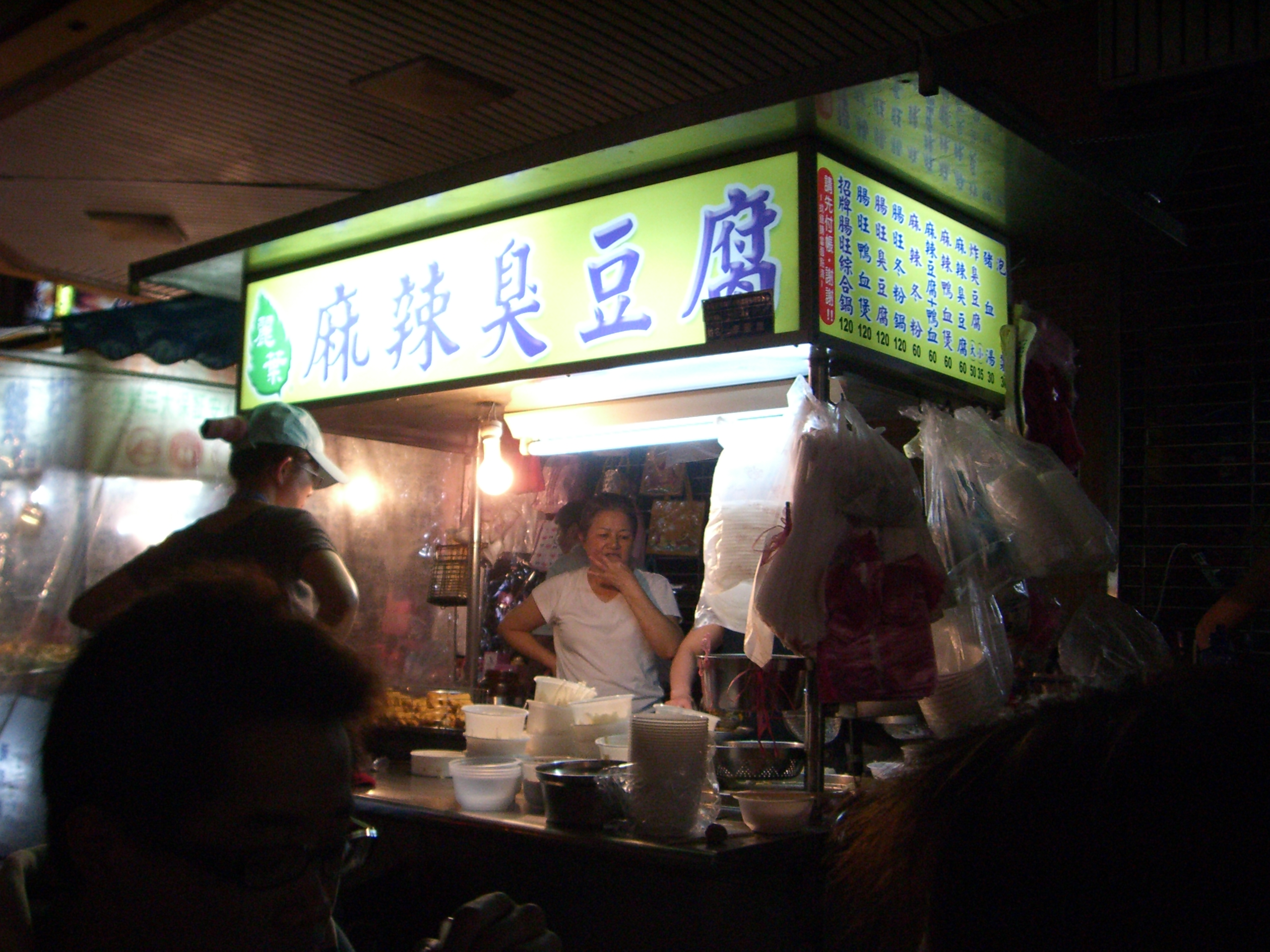
Tienda callejera de venta de tofu maloliente.

Existen muchas variedades de preparación del tofu, tanto en la elaboración de los acompañamientos como en su composición. En la mayor parte de los casos se marina tofu en una especie de caldo de verduras fermentadas durante varios meses. El caldo puede contener gambas secas, amaranto, mostaza verde y brotes de bambú, así como diversas hierbas de origen chino.
El tofu maloliente puede ser servido caliente, frío, estofado y más generalmente se sirve frito. Se suele acompañar de salsas picantes. El color puede variar desde el dorado frito que se puede ver en la cocina de Zhejiang hasta el más oscuro del estilo Hunan.
Se ha mencionado que el olor del tofu maloliente recuerda a una mezcla entre la basura podrida y el abono, mencionado incluso hasta por sus entusiastas. A pesar de su olor, el sabor es suave. Algunos comparan el sabor con el del queso azul. Muchos visitantes y extranjeros detestan el olor y el sabor, en particular cuando es la primera vez, ya que se trata de un alimento de gusto adquirido.